# Arkitekt

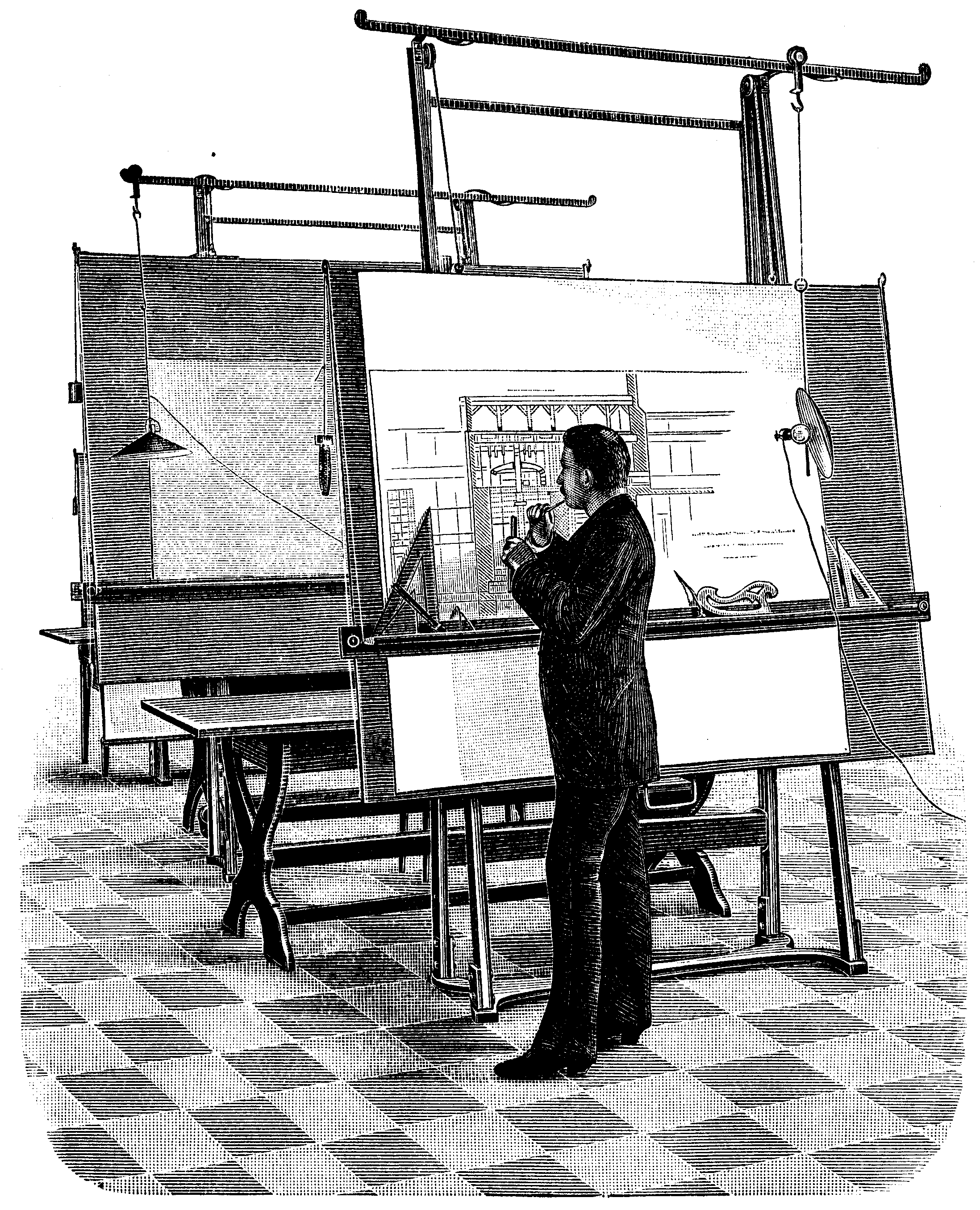
Arkitekt vid ritbrädet (1893).

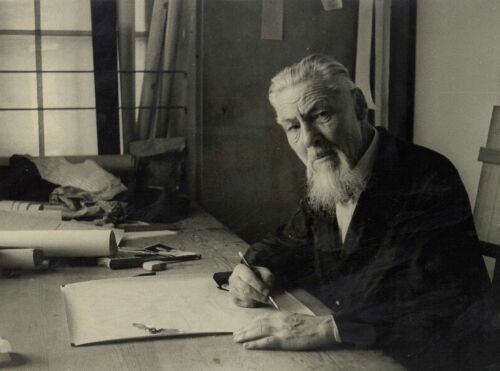
Arkitekten Jože Plečnik (1943).

Arkitekt är en titel på en upphovsperson till arkitektur. Personen kan ha akademisk examen i arkitektur, landskapsarkitektur, inredningsarkitektur eller fysisk planering eller vara autodidakt, som t ex Le Corbusier eller Tadao Ando. Arkitekter planerar och/eller gestaltar stadsmiljöer, byggnader samt inomhus- och utemiljöer.

## Etymologi
Ordet arkitekt kommer av latinska architectus eller grekiska arkhitekton. Ordet är alltså en sammanslagning av de grekiska orden archos och tekton. Archos är ett förled som kan utläsas mästare eller överordnad (samma ordled som i ärkebiskop och ärkefiende) och tekton kan betyda snickare eller byggare. Således kan man säga att arkitekt betyder mästare i byggnadskonst eller överbyggmästare.

## Yrkesroll
En arkitekt arbetar med planering av byggnader och byggda miljöer, där målet är att anpassa byggnaden både konstnärligt och funktionellt till den omgivning den är placerad i, samt skapa en bra planlösning inomhus. För att uppnå detta måste en arkitekt förstå en byggnads uppbyggnad och konstruktion, dess anknytning till platsen, undersöka hur människor använder sig av byggda miljöer och det samband som finns däremellan.
De verktyg som en arkitekt använder sig av för att skapa en byggnad innefattar skissande, modellbyggande, ritningar i planer och snitt och 2D- och 3D-modellering. Det mesta arbetet sker idag via datorer. 
Arkitekter kan också arbeta med möbelformgivning, samhällsplanering, stadsplanering, landskapsarkitektur, landskapsplanering, byggnadskonstruktion, design,  miljökonsekvensutredningar och som kontrollansvarig enligt plan och bygglagen, bygglovsgranskare med mera. Det handlar således om en yrkeskår med stora möjligheter till specialisering.

## Titel
I de flesta EU-länder är arkitektyrket reglerat; både titeln ”arkitekt” och rätten att utöva arkitektyrket är lagskyddade och kopplade till en arkitektutbildning. I många EU-länder finns också någon form av registreringsordning. 
I antikens Grekland avsåg titeln den person som ansvarade för både formgivningen och genomförandet av viktiga byggnader – denne person var bevandrad såväl inom estetik som konstruktion, dirigerade arbetet på byggarbetsplatsen och skötte leveranser av byggmaterial med mera. Så har det mer eller mindre förhållit sig fram till modern tid då konstruktionsläran utvecklade sig till en egen disciplin och arkitekten alltmer arbetade med den övergripande planeringen.

### Sverige
Sverige är ett av få EU-länder där arkitekttiteln inte är skyddad. I Sverige är det dock vanligt att arkitekter med fullgjord arkitektexamen (som uppfyller EU:s kvalifikationsdirektiv) och minst två års arbetserfarenhet beviljas använda den skyddade titeln arkitekt SAR/MSA.
Yrkestiteln arkitekt SAR/MSA utfärdas av och refererar till medlemskap i fack- och branschorganisationen Sveriges Arkitekter. Den fungerar som en kvalitetsgaranti för arkitekter. Den betydligt mindre, yrkesideella föreningen Arkitekter I Sverige utfärdar titeln arkitekt AIS.
Sveriges Arkitekter utfärdar också yrkestitlarna LAR/MSA för landskapsarkitekt, SIR/MSA för inredningsarkitekt och FPR/MSA för planeringsarkitekt.

## Utbildning

### Sverige

#### Utbildningar med arkitektexamen
Arkitektutbildningen innehåller kurser i att planera, utforma, förvalta och förnya byggnader och bebyggelsemiljöer. I Sverige har fyra universitet rätt att examinera arkitekter: Chalmers tekniska högskola, Kungliga Tekniska högskolan, Lunds tekniska högskola vid Lunds universitet och Umeå universitet. 

#### Examina
Arkitektexamen är en yrkesexamen på avancerad nivå som erhålls när akademiska examina på grundnivå kandidatexamen och på avancerad nivå masterexamen har avklarats. Kandidatexamen erfordrar 180 högskolepoäng och masterexamen 120 högskolepoäng, vilket tillsammans motsvarar fem års heltidsstudier. Liksom yrkesexamina finns för de akademiska examina olika inriktningar beroende på fakultet (se examen). Till exempel, för arkitektprogrammet på Chalmers Tekniska Högskola utfärdas teknologie kandidatexamen (tekn.kand. eller B.Sc.) och teknologie masterexamen (M.Sc. med valt ämnesområde). 

##### Direktiv
Genom EU:s direktiv 2005/36/EG om erkännande av yrkeskvalifikationer (kvalifikationsdirektivet) fastställs vilka krav som ska ställas på en arkitektutbildning och annan behörighet för att erkännas i ett annat EU-land eller EFTA-land. Arkitektexamen är reglerad av högskoleförordningens bilaga 2 och följer kvalitetskraven i EU:s kvalifikationsdirektiv enligt ovan. Också den äldre arkitektexamen uppfyller det europeiska arkitektdirektivet. Detta innebär att en svenskutbildad arkitekt har samma behörighet i annat ESS land.
Den nya arkitektexamen erhåller dem som påbörjat utbildningen efter 1 juli 2007. Den gamla arkitektexamen omfattar 270 hp (4,5 års studier) för dem som påbörjat utbildningen före 1 juli 2007. 

#### Behörighet
För att kvalificera sig till arkitekturprogrammen behövs förutom grundläggande behörighet även särskild behörighet i områdesbehörighet A3, vilket för sökande med gymnasieexamen (Gy11) innebär Matematik 3b eller 3c, Naturkunskap 2 (Fysik 1a alternativt Fysik 1b1 + Fysik 1b2 samt Kemi 1 kan ersätta Naturkunskap 2) och Samhällskunskap 1b (alternativt 1a1 + 1a2). För sökande med Slutbetyg krävs motsvarande kurser, dvs. Matematik C, Naturkunskap B (Fysik A samt Kemi A kan ersätta Naturkunskap B) och Samhällskunskap A. För sökande till Chalmers arkitektutbildningar krävs även Engelska 6 (motsvarande Engelska B).
Man kan ta sig in på tre olika sätt (urvalsgrupper): BI, BII (betygspoäng gymnasiet), HP (poäng högskoleprovet) och AU (poäng arkitektprovet). Antagningspoäng från gymnasiebetyg ligger mellan 20,5 och 22 medan poängen för Högskoleprovet ligger mellan 1,4 och 1,8 poäng. Antagningspoängen varierar från år till år och från skola till skola men ligger generellt på dessa nivåer.

#### Övriga utbildningar
Sedan 1800-talet gör man ibland en distinktion mellan "konstnärliga" arkitekter och det som då kallades "fortifikationsingenjörer". Denna distinktion kan fortfarande skönjas i det faktum att det i Stockholm faktiskt finns två arkitekturskolor: KTH och Kungliga konsthögskolans arkitekturskola Mejan Arc (som inte har examinationsrätt för arkitektexamen men erbjuder fortbildning).
Vid Arkitekturskolan på KTH inrättades 2002 magisterprogrammet Design och Byggande på 60 poäng. För att söka till programmet krävdes en kandidatexamen på 120 poäng från en byggnadsingenjörs- eller arkitektutbildning. En slutförd magisterexamen i Design och Byggande omfattade således 180 poäng med möjlighet att arbeta som arkitekt och/eller ingenjör.
Vid Luleå tekniska universitet inrättades år 2005 en civilingenjörsutbildning i arkitektur. Denna utbildning innehåller dock en mindre del arkitektur, och kan inte ses som en skolning till arkitekt i dess traditionella bemärkelse. Denna utbildning leder till en civilingenjörsexamen, ej till arkitektexamen.
Från hösten 2006 finns en ny utbildning som ger möjlighet till dubbel examen som både arkitekt och civilingenjör på Chalmers. Utbildningen heter Arkitektur och teknik och är på 300 till 360 högskolepoäng.
Sveriges första diplomerade, kvinnliga arkitekt var Brita Snellman. Vid fackskolan för arkitektur på Tekniska högskolan 1920 var hon extra elev. Året efter blev det lagstadgat att kvinnor fick bli ordinarie elever. Hon praktiserade som murare 1922 i Hedemora och avlade arkitektexamen 1924. Hon anställdes i augusti samma år på byggnadsrådet Hjorts arkitektkontor.

## Överförd betydelse
Ordet "arkitekt" används ofta i överförd betydelse för andra yrkesgrupper, till exempel IT-arkitekt som arbetar med utveckling av IT-system. Det kan också användas i betydelsen "upphovsperson" för idébyggen, lagförslag och liknande.